# Інтенсивність (фізика)
У фізиці інтенсивність променистої енергії — це потужність, що передається на одиницю площі, де площа вимірюється на площині, перпендикулярній напрямку поширення енергії. У системі SI він має одиниці ват на квадратний метр (Вт / м 2). Він використовується найчастіше з хвилями, такими як акустичні хвилі (звук) або електромагнітні хвилі, такі як світлові або радіохвилі, і в цьому випадку використовується середня передача потужності за один період хвилі. Інтенсивність може бути застосована до інших обставин, коли передається енергія. Наприклад, можна було обчислити інтенсивність кінетичної енергії, що переноситься краплями води з садового спринклера.
Слово «інтенсивність», як тут використовується, не є синонімом «сили», «амплітуди», «величини» або «рівня», як це буває в розмовному мовленні.
Інтенсивність можна знайти, взявши густину енергії (енергія на одиницю об'єму) у точці простору та помноживши її на швидкість, з якою рухається енергія. Отриманий вектор має одиниці потужності, поділені на площу (тобто поверхневу щільність потужності).

## Математичний опис
Якщо точкове джерело випромінює енергію в усіх напрямках (виробляючи сферичну хвилю), і жодна енергія не поглинається і не розсіюється середовищем, то інтенсивність зменшується пропорційно відстані від об'єкта в квадраті. Це приклад закону зворотного квадрата .
Застосовуючи закон збереження енергії, якщо чиста потужність, що випромінюється, є постійною,
{\displaystyle P=\int \mathbf {I} \,\cdot \mathrm {d} \mathbf {A} } ,
де P — потужність, що випромінюється, I — інтенсивність як функція положення, а d A — диференціальний елемент замкнутої поверхні, що містить джерело.
Якщо інтегрувати поверх поверхні рівномірної інтенсивності I, наприклад, над сферою, зосередженою навколо точкового джерела, рівняння стає
{\displaystyle P=|I|\cdot A_{\mathrm {surf} }=|I|\cdot 4\pi r^{2}\,} ,
де I — інтенсивність на поверхні сфери, а r — радіус сфери. ({\displaystyle A_{\mathrm {surf} }=4\pi r^{2}} — вираз для площі поверхні кулі).
Рішення для I :
{\displaystyle |I|={\frac {P}{A_{\mathrm {surf} }}}={\frac {P}{4\pi r^{2}}}} .
Якщо середовище затухає, то інтенсивність падає швидше, ніж наведено вище.
Все, що може передавати енергію, може мати з нею інтенсивність. Для монохроматичної поширюваної електромагнітної хвилі, такої як плоска хвиля або гауссовий промінь, якщо Е — складна амплітуда електричного поля, то середньочасова щільність енергії хвилі, що рухається в немагнітному матеріалі, задається від :
{\displaystyle \left\langle U\right\rangle ={\frac {n^{2}\varepsilon _{0}}{2}}|E|^{2}} ,
а локальна інтенсивність отримується шляхом множення цього виразу на швидкість хвилі, c / n :
{\displaystyle I={\frac {\mathrm {c} n\varepsilon _{0}}{2}}|E|^{2}} ,
де n — показник заломлення, c — швидкість світла у вакуумі і {\displaystyle \varepsilon _{0}} — вакуумна проникність .
Для немонохроматичних хвиль внески інтенсивності різних спектральних компонентів можна просто додати. Оброблення вище не стосується довільних електромагнітних полів. Наприклад, хвиля, що спускається, може мати кінцеву електричну амплітуду, не передаючи ніякої сили. Інтенсивність слід визначати як величину вектора Пойнтінга .

## Альтернативні визначення поняття «інтенсивність»
У фотометрії та радіометрії інтенсивність має інше значення: це світлова або промениста потужність на одиницю тілесного кута . Це може спричинити плутанину в оптиці, де інтенсивність може означати будь-яку променеву інтенсивність, інтенсивність світла чи опромінення, залежно від походження людини, що використовує цей термін. Сяйво також іноді називають інтенсивністю, особливо астрономами та астрофізиками, і в теплопередачі .